# Brunswick (Carolina del Norte)
Brunswick es un pueblo ubicado en el condado de Columbus en el estado estadounidense de Carolina del Norte. La localidad en el año 2000, tenía una población de 360 habitantes en una superficie de 1,1 km², con una densidad poblacional de 334,7 personas por km².

## Geografía
Brunswick encuentra ubicado en las coordenadas 34°17′34″N 78°42′25″O / 34.29278, -78.70694. Según la Oficina del Censo, la localidad tiene un área total de 1,1 km² (0,4 mi²), de la cual 1,1 km² (0,4 mi²) es tierra y 0 km² (0 mi²) (0.0%) es agua.

### Localidades adyacentes
El siguiente diagrama muestra a las localidades en un radio de 24 kilómetros (14,9 mi) de Brunswick.

## Demografía
En el 2000 la renta per cápita promedia del hogar era de $15.795, y el ingreso promedio para una familia era de 16.876. En 2000 los hombres tenían un ingreso per cápita de $22.361 contra $20.625 para las mujeres. El ingreso per cápita para la localidad era de $10.288. Alrededor del 43.30% de la población estaba bajo el umbral de pobreza nacional.